# (2309) Mr. Spock
(2309) Mr. Spock es un asteroide perteneciente al cinturón de asteroides descubierto por James Gibson el 16 de agosto de 1971 desde el observatorio El Leoncito, Argentina.

## Designación y nombre
Mr. Spock fue designado inicialmente como 1971 QX1.
Más adelante se nombró por el gato que acompañó al descubridor en sus estancias en los observatorios de Connecticut, República Sudafricana y Argentina.

## Características orbitales
Mr. Spock orbita a una distancia media de 3,012 ua del Sol, pudiendo alejarse hasta 3,279 ua y acercarse hasta 2,745 ua. Tiene una inclinación orbital de 10,99° y una excentricidad de 0,08862. Emplea en completar una órbita alrededor del Sol 1909 días.